# Wendigo (film)
Pour les articles homonymes, voir Windigo (homonymie).
Pour plus de détails, voir Fiche technique et Distribution.
Wendigo est un film américain réalisé par Larry Fessenden et sorti en 2001.

## Résumé
George, Kim, et leur jeune fils Miles font route vers une maison de campagne aux environs de Danbury, au nord-est des États-Unis, quand leur voiture percute un cerf et s'immobilise dans la neige épaisse qui borde la voie. Peu après, les chasseurs qui poursuivaient le cerf arrivent ; l'un d'eux abat l'animal agonisant à bout portant, ce qui provoque une réaction indignée de Kim. Ensuite, George s'accroche plusieurs fois avec Otis, un chasseur particulièrement déplaisant. Finalement, une dépanneuse dégage la voiture immobilisée, et la petite famille peut arriver à destination et profiter de la soirée ; la tension ne retombe pourtant pas totalement : George s'inquiète quand il découvre un impact de balle à l'intérieur, et Miles reste tourmenté par son imagination.
Le lendemain, George, Kim et Miles vont faire quelques courses dans une agglomération proche. Dans une boutique, Miles est impressionné par une étrange statuette d'homme à tête de cerf qu'un autochtone, employé ici apparemment, lui présente comme étant Wendigo, un puissant esprit sauvage. Miles décide d'emporter la statuette. Au moment de payer, la caissière s'étonne quand Miles explique comment il a trouvé l'objet : elle travaille seule dans ce magasin.
Plus tard dans la journée, George et Miles partent luger. Soudain, alors qu'ils descendent une pente, George bascule en arrière. La luge, hors de contrôle, entraine Miles dans une descente cauchemardesque et finit par s'arrêter brutalement. Miles a besoin de temps pour se remettre de ces chocs successifs ; il finit par aller chercher sa mère pour porter secours à son père. Mais Kim et Miles ne trouvent pas George là où il est tombé ; ils ne le retrouvent que bien plus tard, au seuil de la maison, où il a réussi à se trainer malgré une importante blessure. Ce serait Otis qui lui aurait tiré dessus ! Une fois prévenu, le shérif se rend chez Otis ; malheureusement, ce dernier, soupçonneux et rétif, égorge l'agent, puis monte dans son pickup. Sur la route, Otis croit être aux prises avec des forces surnaturelles et a un grave accident.
Le film se conclut à l'hôpital de Danbury : Otis rentre sur une civière ; Kim apprend que les médecins n'ont pas pu sauver George.

## Fiche technique
- Titre : Wendigo
- Genre : Épouvante-horreur
- Durée : 91 minutes
- Réalisateur : Larry Fessenden
- Scénariste : Larry Fessenden
- Directeur de la photographie : Terry Stacey
- Musique : Michelle Dibucci

## Distribution
- Patricia Clarkson : Kim
- Jake Weber : George
- Erik Per Sullivan : Miles
- John Speredakos (VF : Emmanuel Karsen) : Otis
- Christopher Wynkoop : Shérif Tom Hale
- Lloyd Oxendine : Elder
- Brian Delate : Everett

## Récompenses
Prix du Jury au festival de Woodstock en 2001